# اندی رابینسون (بازیکن فوتبال، زاده ۱۹۷۹)
اندی رابینسون (انگلیسی: Andy Robinson؛ زادهٔ ۳ نوامبر ۱۹۷۹) بازیکن فوتبال اهل بریتانیا است.
از باشگاه‌هایی که در آن بازی کرده‌است می‌توان به باشگاه فوتبال لیدز یونایتد، باشگاه فوتبال ترانمره راورز، باشگاه فوتبال استوک‌پورت کانتی، باشگاه فوتبال سوانزی سیتی، و باشگاه فوتبال شروزبری تاون اشاره کرد.